# 偏磷酸钡
偏磷酸钡是一种无机化合物，化学式为Ba(PO3)2。它是无色固体，难溶于水。X射线衍射表明Ba2+和多聚偏磷酸根（(PO3−)n）相连。它的水合物是已知的，如环状结构的Ba2(P4O12)·3.5H2O和Ba3(P3O9)2·6H2O。它可由碳酸钡和偏磷酸反应制得：
BaCO3 + 2HPO3 → Ba(PO3)2 +CO2 +H2O
或由氯化钡和偏磷酸钠在水溶液中反应得到：
BaCl2(aq) + 2NaPO3(aq) → Ba(PO3)2 + 2NaCl